# Syzygium laetum
Syzygium laetum är en myrtenväxtart som först beskrevs av Buch.-ham., och fick sitt nu gällande namn av Kanchi Natarajan Gandhi. Syzygium laetum ingår i släktet Syzygium och familjen myrtenväxter.

## Underarter
Arten delas in i följande underarter:
- S. l. jugorum
- S. l. laetum
- S. l. sublaetum

## Bildgalleri

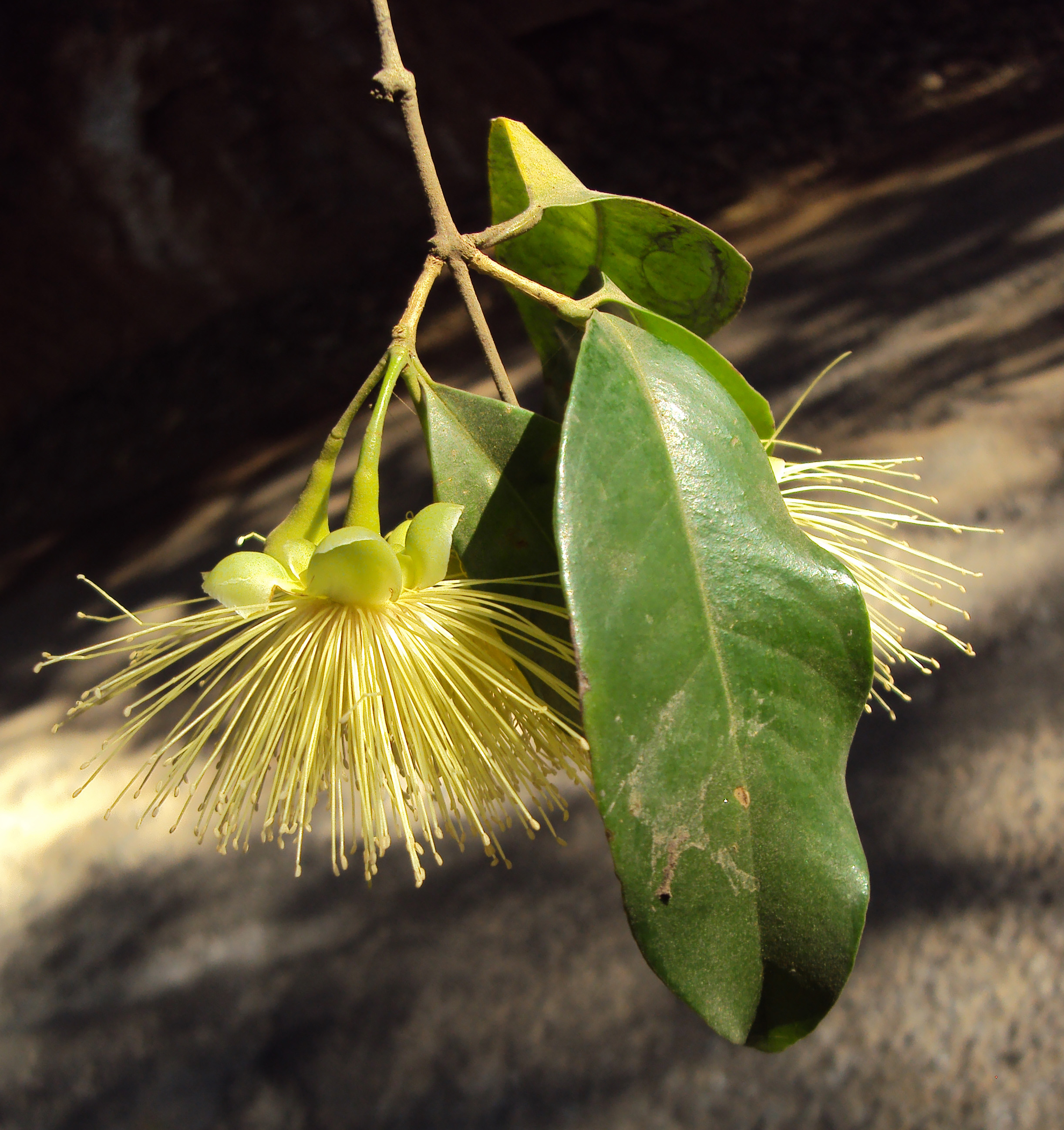
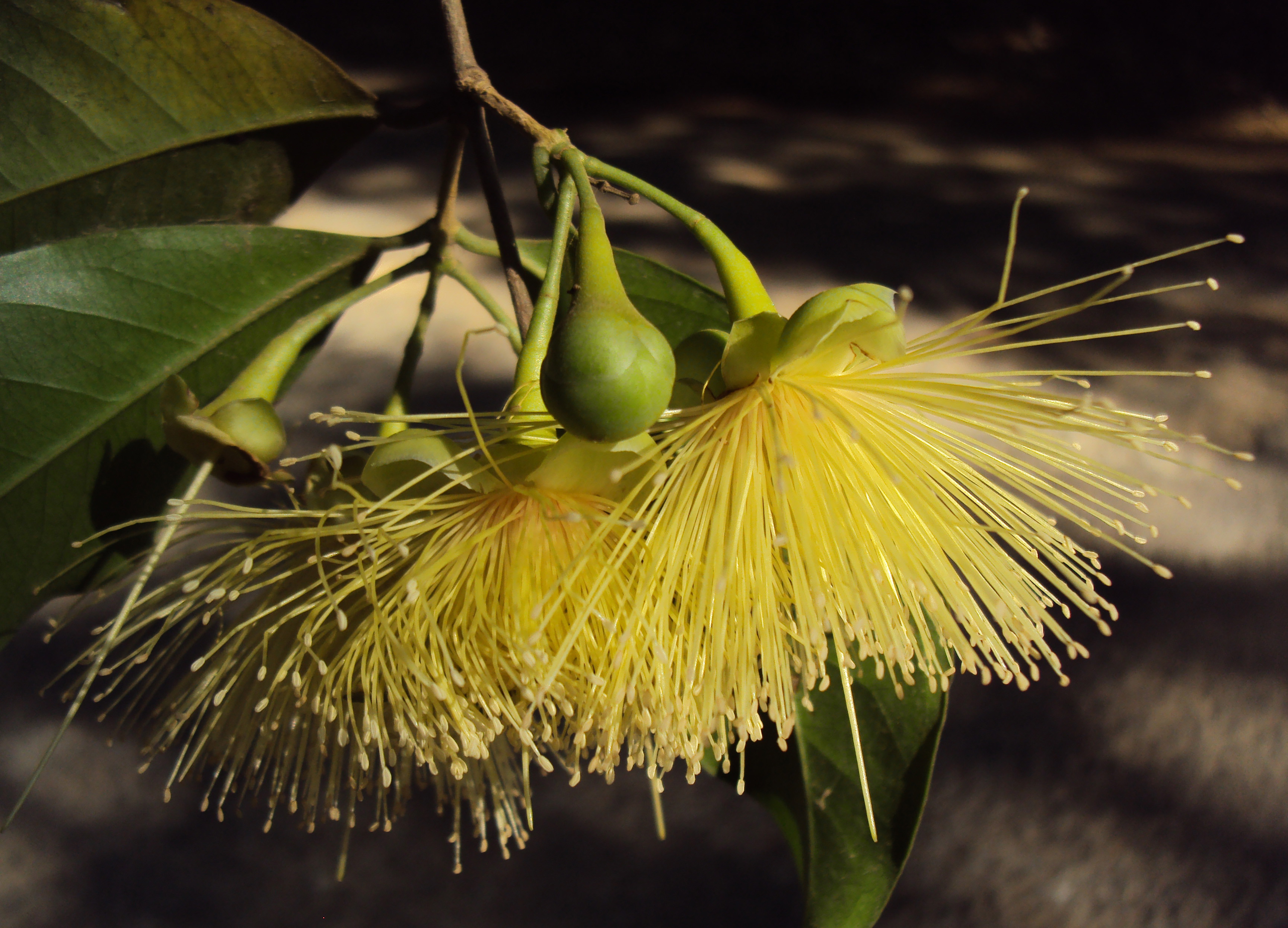
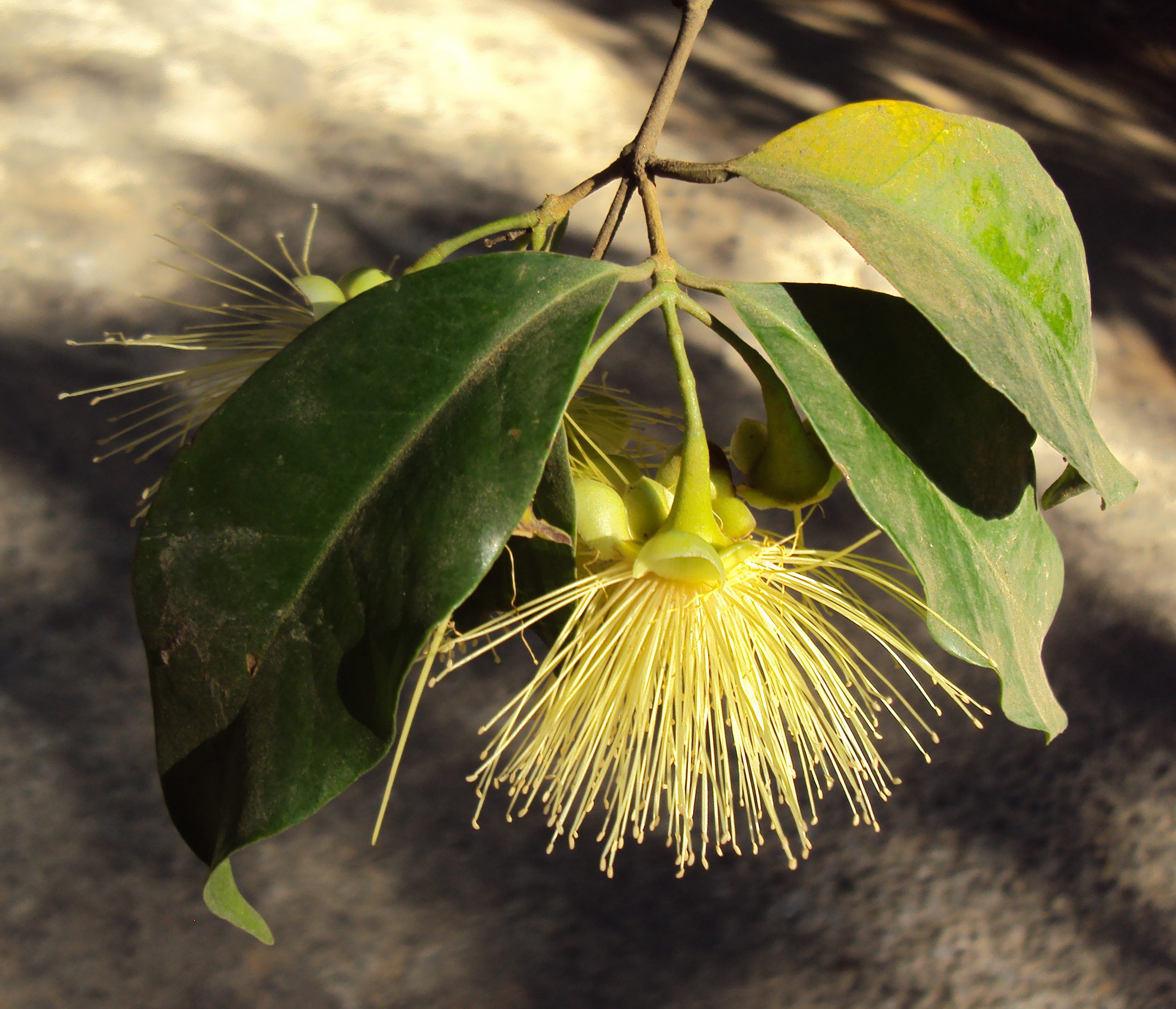
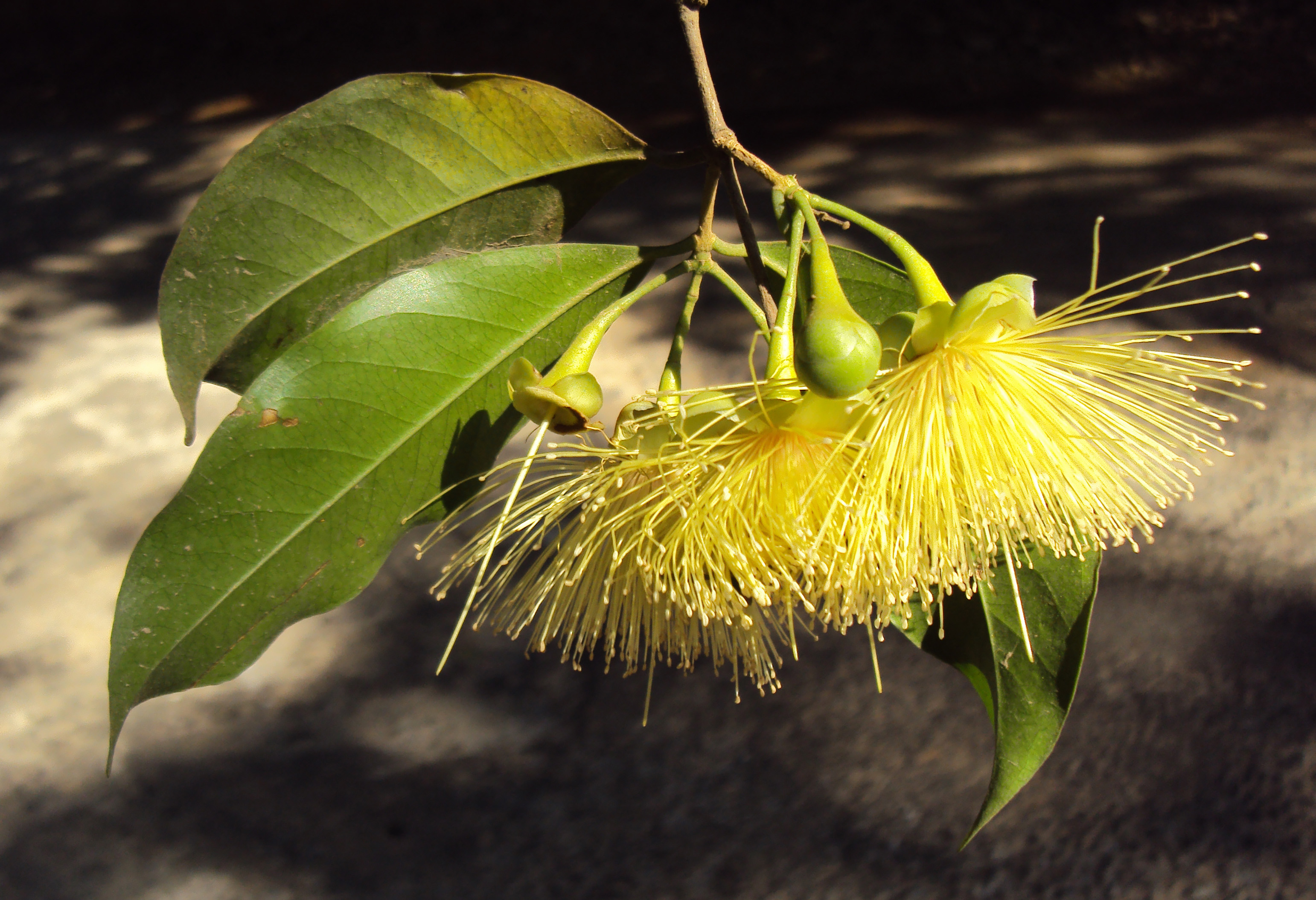
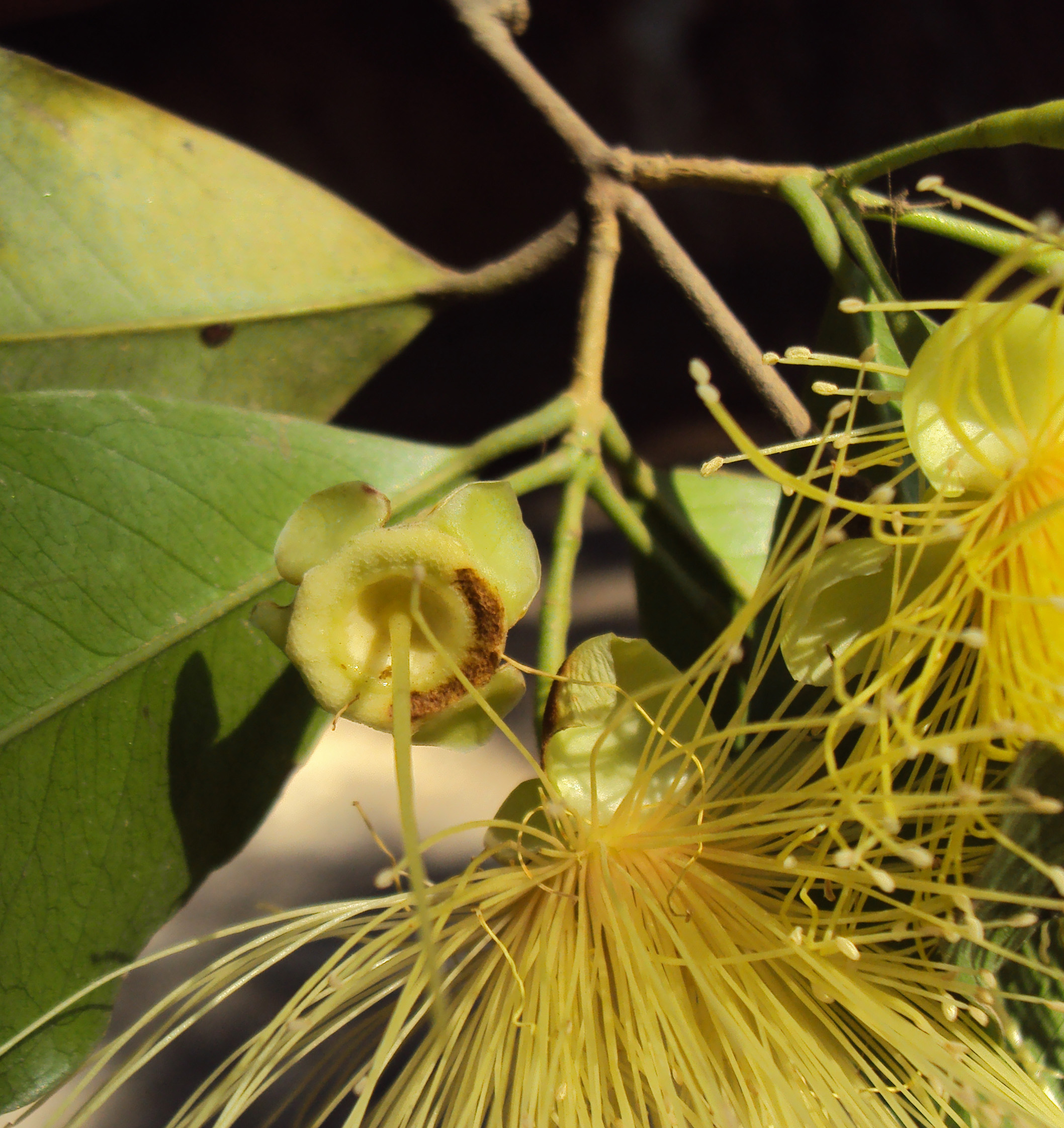